# Piletocera metochrealis
Piletocera metochrealis là một loài bướm đêm trong họ Crambidae.